# 东福尔学院
东福尔学院（挪威語：Høgskolen i Østfold, HiØ），是位於挪威東南部東福爾郡的一所学院，在腓特烈斯塔與哈爾登設有校區。东福尔学院拥有7,000名学生以及550名教师及员工（2017）。